# Welscher Giebel
Welscher Giebel bezeichnet einen Giebel, dessen geschweifte Umrisse von Viertel- und Halbkreissegmenten bestimmt sind, die nach innen oder außen schwingen. Welsche Giebel wurde insbesondere in der Weserrenaissance verwendet.
Die Formen entsprechen denen der Welschen Haube.